# Jessica Camacho
Jessica Camacho (Chicago, 26 novembre 1982) è un'attrice statunitense.

## Biografia
Nata nel 1982 a Chicago, ha iniziato la propria carriera attoriale nel 2007. Ha interpretato più volte un personaggio principale in una serie, tra cui l'agente FBI Sophie Foster in Sleepy Hollow e di Emily Lopez in All Rise.

## Filmografia

### Cinema
- Think Like a Man, regia di Tim Story (2012)
- End of Justice - Nessuno è innocente (Roman J. Israel, Esq.), regia di Dan Gilroy (2017)

### Televisione
- Justified - L'uomo della legge (Justified) - serie TV, episodio 1x03 (2010)
- Dexter - serie TV, 2 episodi (2010)
- Gossip Girl - serie TV, episodio 5x01 (2011)
- The Mentalist - serie TV, episodio 3x17 (2011)
- Last Resort - serie TV, 10 episodi (2012-2013)
- Nikita - serie TV, 3 episodi (2013)
- Law & Order - Unità vittime speciali (Law & Order: Special Victims Unit) - serie TV, episodio 14x22 (2013)
- Castle - serie TV, episodio 7x08 (2014)
- NCIS: Los Angeles - serie TV, episodio 5x15 (2014)
- Sleepy Hollow - serie TV, 14 episodi (2015-2016)
- Longmire - serie TV, 2 episodi (2015)
- Bones - serie TV, episodio 10x18 (2015)
- Rizzoli & Isles - serie TV, episodio 6x08 (2015)
- The Flash - serie TV, 10 episodi (2017-2018)
- Casual – serie TV, episodio 3x08 (2017)
- Taken – serie TV, 16 episodi (2018)
- All Rise – serie TV, 58 episodi (2019-2023)
- Another Life - serie TV, 6 episodi (2019)
- Watchmen - serie TV, 5 episodi (2019)
- S.W.A.T. – serie TV, 4 episodi (2022-2024)
- Bosch: l'eredità (Bosch: Legacy) – serie TV, 7 episodi (2023-2025)
- Countdown – serie TV, 10 episodi (2025)

### Doppiatrice
- Secret Level – serie animata, episodio 7 (2024)

## Doppiatrici italiane
Nelle versioni in italiano delle opere in cui ha recitato, Jessica Camacho è stata doppiata da:
- Emanuela Damasio in The Flash, All Rise
- Perla Liberatori in Taken, Another Life
- Claudia Scarpa in Dexter
- Rossella Acerbo in Last Resort
- Joy Saltarelli in Law & Order - Unità vittime speciali
- Monica Migliori in NCIS: Los Angeles
- Gaia Bolognesi in Castle
- Sophia De Pietro in Sleepy Hollow
- Benedetta Degli Innocenti in S.W.A.T.
- Flavia Altomonte in Bosch: l'eredità
- Maria Letizia Scifoni in Countdown

Da doppiatrice è stata sostituita da:
- Elena Fiorenza in Secret Level